# Дастін Бафлін
Дастін Бафлін (англ. Dustin Byfuglien, нар. 27 березня 1985, Міннеаполіс) — американський хокеїст, захисник клубу НХЛ «Вінніпег Джетс».

## Ігрова кар'єра
Хокейну кар'єру розпочав 2001 року в ЗХЛ виступами за «Брендон Вет Кінгс», а згодом перейшов до «Принс-Джордж Кугарс».
2003 року був обраний на драфті НХЛ під 245-м загальним номером командою «Чикаго Блекгокс». Знаходячись на контракті в «чорних яструбів» два роки виступав за фарм-клуб «Норфолк Едміралс» (АХЛ). Перші матчі в НХЛ провів в сезоні 2006/07.
30 листопада 2007 Дастін відзначився першим хет-триком у складі чикагців розписавшись тричі в воротах «Аризона Койотс». У сезоні 2009/10 Бафлін відзначився результативно в серії плей-оф, а також тричі у фінальній серії Кубка Стенлі в якій «Блекгокс» здолав «Філадельфія Флайєрс» 4–2.
Незважаючи на перемогу в Кубку Стенлі Дастіна разом з Брентом Сопелом, Беном Ігером та Акімом Аліу обміняли на відповідні місця Драфту НХЛ 2010 до команди «Атланта Трешерс».
У матчі всіх зірок 2011 він здійснюв кидок зі швидкістю 102.5 міль/год. 
15 лютого 2011 уклав п'ятирічний контракт з «Трешерс» на суму $26 мільйонів доларів.
8 лютого 2016 уклав п'ятирічний контракт з «Вінніпег Джетс» $38 мільйонів доларів.

## На рівні збірних
У складі національної збірної США в 2016 році брав участь у Кубку світу.

## Нагороди та досягнення
- Володар Кубка Стенлі в складі «Чикаго Блекгокс» — 2010.
- Учасник матчу усіх зірок НХЛ — 2011, 2012*, 2015, 2016.

* через травму не брав участь

## Статистика

### Клубні виступи
| Сезон        | Клуб                  | Ліга         | Регулярний сезон | Регулярний сезон | Регулярний сезон | Регулярний сезон | Регулярний сезон | Плей-оф | Плей-оф | Плей-оф | Плей-оф | Плей-оф |
| Сезон        | Клуб                  | Ліга         | І                | Г                | П                | О                | ШХ               | І       | Г       | П       | О       | ШХ      |
| ------------ | --------------------- | ------------ | ---------------- | ---------------- | ---------------- | ---------------- | ---------------- | ------- | ------- | ------- | ------- | ------- |
| 2001–02      | «Брендон Вет Кінгс»   | ЗХЛ          | 3                | 0                | 0                | 0                | 0                | —       | —       | —       | —       | —       |
| 2002–03      | «Брендон Вет Кінгс»   | ЗХЛ          | 8                | 1                | 1                | 2                | 4                | —       | —       | —       | —       | —       |
| 2002–03      | «Принс-Джордж Кугарс» | ЗХЛ          | 48               | 9                | 28               | 37               | 74               | 5       | 1       | 3       | 4       | 12      |
| 2003–04      | «Принс-Джордж Кугарс» | ЗХЛ          | 66               | 16               | 29               | 45               | 137              | —       | —       | —       | —       | —       |
| 2004–05      | «Принс-Джордж Кугарс» | ЗХЛ          | 64               | 22               | 36               | 58               | 184              | —       | —       | —       | —       | —       |
| 2005–06      | «Норфолк Едміралс»    | АХЛ          | 53               | 8                | 15               | 23               | 75               | 4       | 1       | 2       | 3       | 4       |
| 2005–06      | «Чикаго Блекгокс»     | НХЛ          | 25               | 3                | 2                | 5                | 24               | —       | —       | —       | —       | —       |
| 2006–07      | «Норфолк Едміралс»    | АХЛ          | 63               | 16               | 28               | 44               | 146              | 6       | 0       | 2       | 2       | 18      |
| 2006–07      | «Чикаго Блекгокс»     | НХЛ          | 9                | 1                | 2                | 3                | 10               | —       | —       | —       | —       | —       |
| 2007–08      | «Рокфорд АйсХогс»     | АХЛ          | 8                | 2                | 5                | 7                | 25               | —       | —       | —       | —       | —       |
| 2007–08      | «Чикаго Блекгокс»     | НХЛ          | 67               | 19               | 17               | 36               | 59               | —       | —       | —       | —       | —       |
| 2008–09      | «Чикаго Блекгокс»     | НХЛ          | 77               | 15               | 16               | 31               | 81               | 17      | 3       | 6       | 9       | 26      |
| 2009–10      | «Чикаго Блекгокс»     | НХЛ          | 82               | 17               | 17               | 34               | 94               | 22      | 11      | 5       | 16      | 20      |
| 2010–11      | «Атланта Трешерс»     | НХЛ          | 81               | 20               | 33               | 53               | 93               | —       | —       | —       | —       | —       |
| 2011–12      | «Вінніпег Джетс»      | НХЛ          | 66               | 12               | 41               | 53               | 72               | —       | —       | —       | —       | —       |
| 2012–13      | «Вінніпег Джетс»      | НХЛ          | 43               | 8                | 20               | 28               | 34               | —       | —       | —       | —       | —       |
| 2013–14      | «Вінніпег Джетс»      | НХЛ          | 78               | 20               | 36               | 56               | 86               | —       | —       | —       | —       | —       |
| 2014–15      | «Вінніпег Джетс»      | НХЛ          | 69               | 18               | 27               | 45               | 124              | 4       | 0       | 1       | 1       | 4       |
| 2015–16      | «Вінніпег Джетс»      | НХЛ          | 81               | 19               | 34               | 53               | 119              | —       | —       | —       | —       | —       |
| 2016–17      | «Вінніпег Джетс»      | НХЛ          | 80               | 13               | 39               | 52               | 117              | —       | —       | —       | —       | —       |
| 2017–18      | «Вінніпег Джетс»      | НХЛ          | 69               | 8                | 37               | 45               | 112              | 17      | 5       | 11      | 16      | 20      |
| 2018–19      | «Вінніпег Джетс»      | НХЛ          | 42               | 4                | 27               | 31               | 69               | 6       | 2       | 6       | 8       | 4       |
| Усього в НХЛ | Усього в НХЛ          | Усього в НХЛ | 869              | 177              | 348              | 525              | 1094             | 66      | 21      | 29      | 50      | 74      |

### Збірна
| Рік                | Команда            | Турнір             | Місце              | І | Г | П | О | ШХ |
| ------------------ | ------------------ | ------------------ | ------------------ | - | - | - | - | -- |
| 2016               | США                | КС                 | 7-е                | 2 | 0 | 1 | 1 | 2  |
| Національна збірна | Національна збірна | Національна збірна | Національна збірна | 2 | 0 | 1 | 1 | 2  |